# Shadow of the Colossus
Shadow of the Colossus, i Japan känt som Wanda to Kyozō (ワンダと巨像?  "Wander och kolossen"), är ett actionäventyrsspel utgivet av Sony Computer Entertainment (SCEI) till Playstation 2. Spelet släpptes i Nordamerika och Japan i oktober 2005 och i februari 2006 i PAL-regionen. Det regisserades av Fumito Ueda och utvecklades av SCEI International Production Studio 1, även känt som Team Ico; samma arbetslag som skapade kultspelet Ico. Shadow of the Colossus anses vara en andlig uppföljare till Ico. Shadow of the Colossus återutgavs ihop med Ico i Ico & Shadow of the Colossus Classics HD till Playstation 3 i september 2011; det har uppdaterad HD-grafik, innehåll som tidigare saknades i den nordamerikanska versionen, Playstation Network Trophies och 3D-stöd. HD-versionen släpptes separat i Japan.
Spelets berättelse handlar om en ung man vid namn Wander som beträder ett förbjudet land. Wander måste resa över vidsträckta miljöer med sin häst Agro och besegra sexton massiva varelser, kända som kolosser, för att återuppväcka en flicka vid namn Mono. Spelet är ovanligt inom actionäventyrsgenren i att det inte finns några städer eller fängelsehålor att utforska, inga datorspelsfigurer som man kan interagera med och inga andra fiender att besegra än kolosser. Shadow of the Colossus har beskrivits som ett pusselspel, då spelaren måste identifiera varje koloss' svaghet och utnyttja det innan den kan besegras.
Shadow of the Colossus är betraktad som en inflytelserik titel i datorspelsindustrin och som ett viktigt exempel på datorspel som konstform på grund av dess minimalistiska landskap, uppslukande spelupplägg och emotionella resa. Det fick ett positivt mottagande av recensenter och en framgångsrik försäljning jämfört med Ico, delvis på grund av en större marknadsföringskampanj. Spelet vann flera utmärkelser för dess ljud, musik, design och kvalitet. Idag betraktas Shadow of the Colossus ofta som ett av de bästa datorspelen som någonsin skapats, och refereras flera gånger i debatter om datorspels konstkvalitet och känslomässiga perspektiv.

## Spelupplägg
I Shadow of the Colossus börjar spelaren i den mittersta delen av ett stort landskap, söker upp och besegrar en koloss och återförs sedan till den mittersta delen för att upprepa processen. För att hitta varje koloss kan Wander höja sitt svärd när han befinner sig i ett solbelyst område för att reflektera ljusstrålar, som kommer att stråla samman när svärdet pekar mot kolossens rätta riktning. Resan till en koloss är sällan en enkel fråga, då spelaren måste resa längs långa sträckor av varierande terräng och som ofta kräver att man tar en omväg. De flesta kolosser är belägna i avlägsna områden, såsom ovanpå klippor eller inom gamla byggnader.
När spelaren hittar en koloss måste denne upptäcka dess svagheter för att besegra den. Varje koloss har minst en svag punkt, som visas med en glödande symbol som kan belysas och identifieras av svärdets reflekterande ljus. Varje koloss har kroppsdelar täckta med päls eller framskjutande avsatser, som Wander kan använda för att gripa tag och klättra uppför medan kolossen försöker skaka av sig spelaren. Medan spelaren klättrar uppför en koloss måste denne agera snabbt, då Wander har en begränsad uthållighetsmätare som minskar medan han hänger på varelsen. Varje koloss bor i en unik lya, och många kolosser kan inte besegras utan att spelaren använder sig av den omgivande miljön. De två första striderna äger rum på vidöppna och platta landområden, där spelaren ska lista ut hur man ska klättra uppför en koloss och attackera dess svaga punkter. Men i majoriteten av de följande fjorton striderna kräver att spelaren använder en viss del av slagfältet.
Wanders häst Agro spelar en viktig roll i spelet. Förutom att fungera som ett transportmedel kan Agro användas för att besegra några av kolosserna. Det finns dock många miljöer som inte kan passeras med häst och kolosserna bor ofta i områden inom djupt vatten eller bortom stora hinder som måste klättras. Agro kan inte ta sig till dessa platser och då denne blir avskuren från Wander kan inte Agro delta i den följande striden.
Wander och kolosserna har hälsomätare. En koloss' hälsa kommer att minska avsevärt när dess svaga punkter blir angripna, medan Wander kan skadas av en koloss' attacker eller ett fall från en hög höjd. Genom hela spelet är Wander utrustad med endast ett svärd och en pilbåge, men spelaren kan få andra vapen genom att slutföra så kallade "Time Attack"-prövningar. Medan kolosser är de enda fienderna i spelet lever även naturliga djur i miljön. Men endast en art har någon effekt på spelet: när Wander äter svansen på en viss typ av ödla kommer hans uthållighetsmätare ökas. På samma sätt kan spelaren hitta frukt som ökar Wanders maximala hälsa.

## Synopsis
I Shadow of the Colossus kommer spelaren erhålla begränsad information om spelfigurernas bakgrunder och deras relationer med varandra. Spelet utspelar sig i ett fantasiland, där de flesta av spelets händelser äger rum i en stor och obefolkad halvö, känt som det förbjudna landet, och som är avskild från omvärlden genom en bergskedja i den norra delen och i söder och öster av ett hav.
Landet kan endast trädas in genom en liten klyfta i de norra bergen, vilket leder till en stor stenbro. Denna bro sträcker sig över halva delen av landskapet till dess centrala del, nära ett stort tempel som kallas "Shrine of Worship" (sv. Dyrkans helgedom). Det är dock förbjudet att komma in i landet, vars geografiska särdrag kännetecknas av olika sjöar, högländer, raviner och grottor. Det finns även rester av en gammal civilisation i form av det stora templet, flera mindre tempel, arenor och en stad.

### Figurer
Huvudpersonen i spelet heter Wander (ワンダ Wanda?, röstad av Kenji Nojima), en ung man vars mål är att återuppväcka en flicka vid namn Mono (モノ? röstad av Hitomi Nabatame). Spelaren får veta väldigt lite om Mono, endast att hon var en jungfru som på något sätt blev offrad eftersom hon tros besitta ett förbannat öde. Från början av spelets produktion tecknades både Wander och Mono med ett långt hår, i synnerhet med Monos långa hår, som skulle fungera som en kontrast till karaktären Yorda från Ico, som har kort hår. Som hjälp i hans uppdrag att besegra kolosserna har Wander sin trogna häst Agro (アグロ Aguro?). Agro kallas för en hane i den engelskspråkiga versionen av spelet, men enligt regissören Fumito Ueda betraktade han Wanders häst som en hona. Wander får också hjälp från en entitet vid namn Dormin (ドルミン Dorumin?, röstad av Kazuhiro Nakata och Kyōko Hikami). Berättelsen kretsar kring dessa figurer, men i spelet förekommer även mindre roller såsom Lord Emon (エモン? röstad av Naoki Bandō).
Dormin är en mystisk och okroppslig entitet som kommunicerar med både en manlig och en kvinnlig röst. Enligt myterna i spelets värld sägs det att Dormin besitter kraften att väcka de döda till liv. Det är av denna anledning som Wander reser till det förbjudna landet och söker hans hjälp med att återuppliva Mono. Dormin erbjuder sin hjälp i utbyte mot att Wander förintar sexton kolosser. Dormin, som stavar "Nimrod" baklänges, har spekulerats att vara en hänvisning till den bibliska kungen Nimrod vars kropp blev avhuggen i bitar och spreds ut.
Lord Emon är en shaman som i spelets inledning berättar en vision som på ett oklart sätt förklarar ursprunget om det land som Wander har kommit till och betonar att det är förbjudet att beträda denna plats. Han framställs besitta magiska krafter och ha stor kunskap om Dormin. Han är ledare för en liten grupp krigare och jagar efter Wander för att stoppa "den förbjudna trollformeln", en ritual som går ut på att förinta de sexton kolosserna och återställa Dormins makt.
Kolosserna är bepansrade och oftast enorma varelser som gestalter olika sorters humanoider och rovdjur. De lever i allehanda omgivningar och miljöer, och vissa kan även simma under vatten eller flyga genom luften. Deras kroppar är en hopslagning av organiska och oorganiska delar såsom berg, jord, päls och arkitektoniska element, varav vissa är vittrade eller skadade. Vissa kolosser är fredliga och kommer endast anfalla Wander om de blir provocerade, medan andra är aggressiva och kommer att anfalla så fort de ser Wander. De bor i specifika platser i det förbjudna landet och vågar inte gå utanför sina egna territorier. När de blir dräpta kommer de att stanna kvar på den plats som de föll på, som en jordhög eller en klippa som påminner lite om den ursprungliga kolossen.

### Handling
Spelet börjar med Wander som rider på sin häst Agro. Med sig har han den livlösa flickan Mono. Han passerar en stor port och kommer till en lång stenbro. Han reser över bron som leder till ett stort tempel i mitten av landet. Wander rider in i templet och efter en kort ridtur längs en gång möts han av en stor sal med en stenpiedestal. Wander lägger varsamt Mono på piedestalen. En stund senare dyker flera människoliknande skuggvarelser upp och förbereder sig för att anfalla Wander. Wander drar fram sitt svärd; ljuset från en rund öppning i taket reflekteras i svärdet och bildar en stråle av ljus som skingrar bort skuggvarelserna. Efter det ekar den okroppsliga entiteten Dormins röst från taköppningen och uttrycker sin förvåning över att Wander besitter svärdet. Wander ber Dormin att få tillbaka flickans själ, som denne går med på under villkoret att Wander kan förstöra sexton idoler som står uppradade längs tempelsalens väggar ifall han dödar de sexton kolosserna som finns utspridda över landet. Dormin varnar honom även för att priset för detta kommer att vara högt, men Wander ignorerar Dormins varning och ger sig ut för att leta efter de sexton kolosserna och döda dem. I den senare delen av spelet får spelaren veta av Lord Emon att innan Wander gick in i det förbjudna landet hade han stulit ett gammalt svärd, som är det enda vapnet som kan dräpa kolosser.
Det som Wander inte vet är att kolosserna innehåller delar av Dormins egna essens som blev utspritt för länge sedan för att göra honom maktlös. Från varje koloss som han dräper frigörs svarta tentakler, som innehåller en bit av Dormin, och genomborrar Wander; detta får Wander att teleporteras tillbaka till templet och den dräpte kolossens motsvarande idol att falla samman. Efter att ha besegrat den åttonde kolossen blir Wander allt mer blek och smutsig, samtidigt som Monos röst blir allt mer tydlig i hans drömmar. När han besegrat den tolfte kolossen får spelaren veta att Wander blir förföljd av en grupp krigare ledda av Emon. Wander uppmanas av Dormin att skynda vidare och reser iväg för att besegra den sextonde och sista kolossen. På vägen till kolossen rider Wander över en bro. När han är halvvägs över bron börjar den att rasa och hästen Agro lyckas i sista stund kasta över Wander till andra sidan innan han själv faller ner för en djup ravin.
När Wander går för att besegra den sista kolossen anländer Emon och hans krigare till templet och Mono. När Wander återvänder till templet är han likblek och på huvudet har han två små horn. Emon säger att han är besatt och beordrar sina män att döda honom. Wander börjar gå mot Mono samtidigt som männen skjuter på honom med armborst och faller till marken när ett svärd genomborrar hans hjärta. Dormin tar kontroll över Wanders kropp och förvandlar den till en enorm skuggkoloss. Emon och hans män flyr till bron. Innan Emon tar sig ut uttalar han en trollformel och kastar Wanders svärd i en damm i den bakre delen av templet. Dammen skapar en virvelvind av ljus som drar till sig både Dormin och Wander. Emon och hans följe rider tillbaka över bron samtidigt som den börjar kollapsa. Emon uttrycker sin förhoppning om att ifall Wander överlevde kan han ha möjlighet att sona för sina brott.
I templet vaknar Mono till liv och möter Agro som haltar in i templet med ett skadat bakben. Agro leder henne till dammen i vilken Wander och Dormin drogs in i av Emons magi. I den tomma dammen hittar hon ett manligt spädbarn med små horn på hans huvud. Mono tar upp barnet och följer Agro till en hemlig trädgård i templet.

### Kopplingar till Ico
Shadow of the Colossus anses både som en andlig uppföljare och prequel till Ico. I flera månader under och efter spelets utgivning hävdade Fumito Ueda att spelets status som en prequel var bara hans personliga inställning om spelet och inte nödvändigtvis kanoniskt. Han ansåg i stort sett att spelarna själva skulle bestämma om berättelsens detaljer, men han bekräftade att båda spelen har en koppling. Dessutom är skuggfigurer som visas i templet kopplade till skuggorna som spelaren måste bekämpa i Ico. Båda spelen har huvudpersoner med två horn (Wander får sina horn i slutet av spelet). Drottningens svärd från Ico finns även som ett uppblåsbart bonusföremål. Båda spelen använder också unika fiktiva språk.

## Utveckling

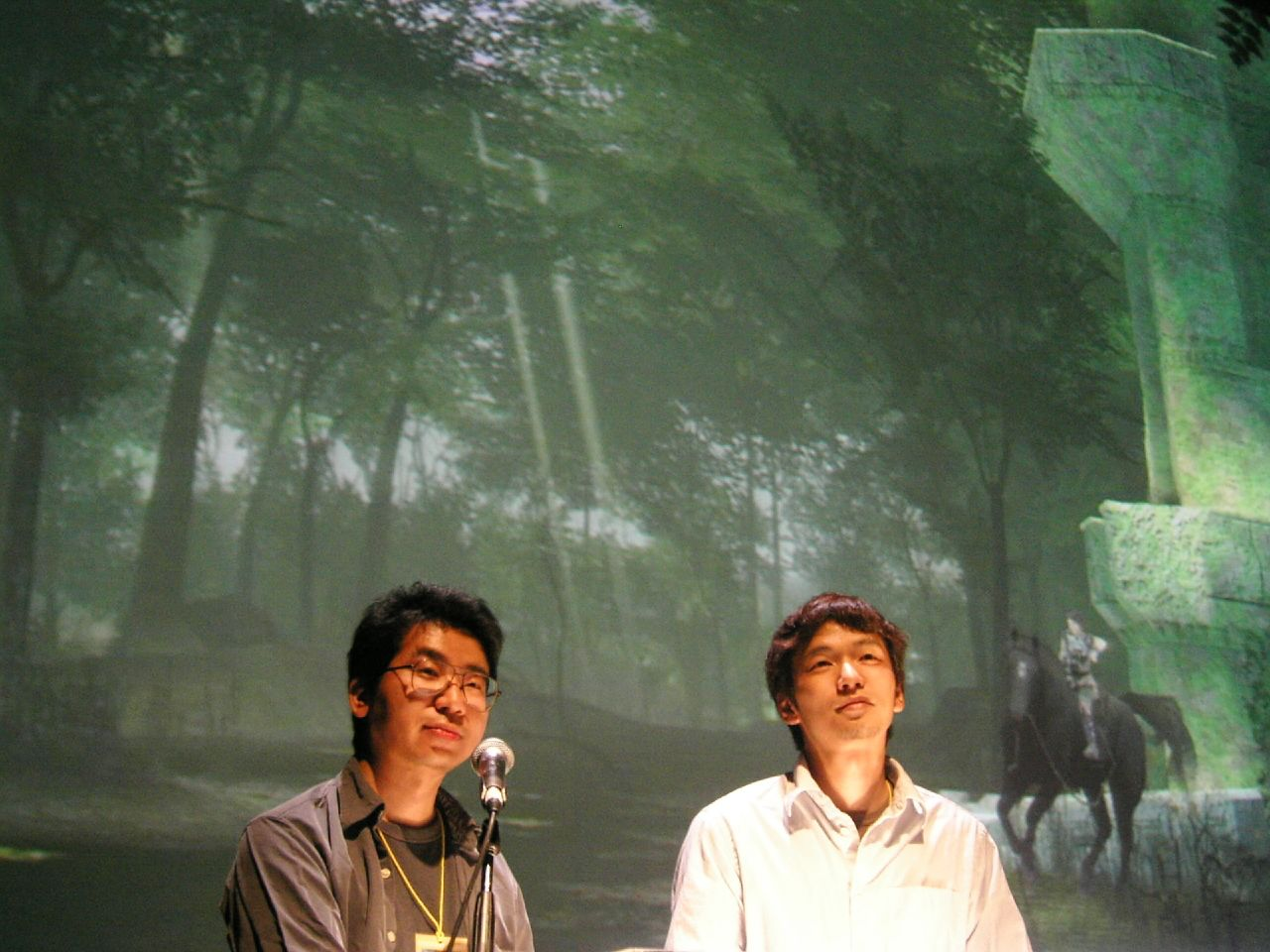
Kenji Kaido, spelets producent, och Fumito Ueda, spelets regissör på Art Futura 2005.

Utvecklingen av Shadow of the Colossus började under 2002 med ett arbetslag på trettiofem anställda. Det gick under projektnamnet Nico (ett teleskopord av "Nästa Ico") och var avsett att vara en uppföljare till Ico. En tidig teknisk demo för projektet visades upp vid D.I.C.E. Summit 2003 som skildrade en grupp maskerade, behornade pojkar som rider på hästar samtidigt som de anfaller och besegrar en koloss. Men Fumito Ueda formulerade att det vid den tiden var enklare att återanvända karaktärsdesignen av Icos huvudperson, och att han aldrig uttryckligen ville skapa en uppföljare till Ico. I japanska förhandsbokningar av Shadow of the Colossus ingår en bonus-dvd med konceptvideon, en trailer som beskriver Nicos berättelse och en introduktion som arbetslaget ville använda i Shadow of the Colossus.
Ueda och producenten Kenji Kaido höll sitt arbetslag till en hög standard under hela produktionen. Som en erkänd perfektionist ansåg Ueda att endast en eller två av 500 grafiker som ansökte till att arbeta på Shadow of the Colossus mötte hans kriterier, och krävde ofta grundliga förändringar i designen tills det stämde överens med hans vision. För sin del utmanade Kaido programmerarna till att möta konceptet om realistisk fysik i förhållande till kolossernas rörelser och de efterföljande konsekvenserna som deras rörelser skulle få för Wander, både när det gäller hur han skulle kunna förflytta sig och hur han kanske kan använda deras rörelser till sin fördel. Till exempel; om en koloss skulle skaka ville Kaido att Wanders position skulle växla realistiskt som svar. Dessutom om en koloss' lem var horisontell ville Kaido att spelaren skulle kunna springa längs lemmen som om det var en ytterligare platt yta. Han hänvisade till dessa två koncept som "spelardynamik och reaktioner" och "ekologisk kollisionsdeformation". Med en realistisk fysikmotor som producerades som ett resultat av dessa koncept krävdes att snabbare kolosser även skulle vara mindre.
Ueda ville att spelet skulle ha en unik presentation och förändra hur både spelare och utvecklare tolkade uppfattningen om hur bossar bör vara i datorspel. För att uppnå detta såg han till att spelets enda fiender skulle vara sexton kolosser, att man bara skulle möta dessa en i taget och att de skulle ha olika beteendemönster. Trots att begränsningen av fiendenärvaron till endast bossar var delvis avsett till att skilja spelet från andra spel uttalade även Ueda att det var för att se till att programmerarna skulle fokusera helt på kolosserna så att deras kvalitet skulle vara så hög som möjligt. I enlighet med fokuseringen på kolosserna–och hans förkärlek till enkla kontroller–planerade han att endast en knapp på spelkontrollen skulle användas för att sikta på kolosserna under strider.
Ett tema av kamratskap mellan spelaren och en AI-kontrollerad partner var en svårighet för Ueda. I Ico presenterades detta tema genom huvudpersonen och karaktären Yorda, som spelaren var tvungen att samarbeta med och skydda medan man navigerar spelets miljöer. På samma sätt är förhållandet mellan Wander och hans häst Agro en viktig del i Shadow of the Colossus. Agro var avsedd att vara en realistisk representation av en häst och kan ibland ignorera kommandon. I Uedas ord, "en riktig häst... lyder inte alltid. Det är inte som en bil eller en motorcykel, den kommer inte alltid vända sig när du säger "vänd!"" Men han medgav att arbetslaget fick söka en balans i hur ofta Agro inte skulle svara på kommandon för att inte offra spelbarheten i jakten på realism.
Samtliga element av spelet–inklusive ljudet, spelupplägget och grafiken–användes för att uppnå en atmosfär av en "ensam hjälte", som Ueda ansåg var viktigt i utvecklingen av spelet. Ljussättningen användes i synnerhet för att skapa en mörk och skrämmande miljö för det förbjudna landet, medan huvudpersonens svärd skulle fungera som ett navigeringsmedel som var "direkt och som endast kan uttryckas visuellt". Shadow of the Colossus använder en distinkt stil av ljussättning, precis som i Ico. Spelets motor använder element som avmattade färger, rörelseoskärpa och delvis av high dynamic range rendering, med en betoning på bloom-ljussättning.
En uppdaterad Playstation 3-version av Ico och Shadow of the Colossus tillkännagavs på Tokyo Game Show 2010 och släpptes i september 2011. Spelen utvecklades av Bluepoint Games och förbättrades grafiskt för att dra nytta av Playstation 3:s hårdvara och HDTV. De kan nu köras i upp till 1920x1080 (Ico) eller skalas upp från 960x1080 (Shadow of the Colossus) samt implementerat med ett stort antal andra förbättringar.

## Mottagande och lansering
| Mottagande         | Mottagande              |
| Samlingsbetyg      | Samlingsbetyg           |
| Tjänst             | Betyg                   |
| ------------------ | ----------------------- |
| Gamerankings       | 91.43% (94 recensioner) |
| Metacritic         | 91/100 (77 recensioner) |
| Moby Games         | 92/100 (45 recensioner) |
| Recensionsbetyg    |                         |
| Publikation        | Betyg                   |
| 1UP.com            | A                       |
| Edge               | [ 60 ]                  |
| Eurogamer          | [ 12 ]                  |
| Famitsu            | 37/40                   |
| Game Revolution    | A-                      |
| Gamespot           | [ 11 ]                  |
| Gamespy            | [ 23 ]                  |
| Gamesradar         | [ 63 ]                  |
| Gamereactor        | [ 64 ]                  |
| IGN                | [ 19 ]                  |
| Joystiq            | 85/100                  |
| Videogamer.com     | [ 66 ]                  |
| Thunderbolt        | [ 67 ]                  |
| The New York Times | Positiv                 |

Shadow of the Colossus släpptes den 18 oktober 2005 i Nordamerika och den 27 oktober samma år i Japan. PAL-versionen av spelet släpptes i februari 2006. Ungefär som Icos utgivning i PAL-regionen kom spelet i pappförpackningar som visar olika konstverk från spelet och innehöll fyra konstkort. Spelet kom också med en "making of"-dokumentär, en trailer för Ico och ett galleri med concept art som finns tillgängligt från spelets huvudmeny. Sony Computer Entertainment återutgav också Ico i PAL-regionen vid tidpunkten för Shadow of the Colossus utgivning, både för att främja spelet genom Icos rykte och att låta spelare som inte köpt Ico under dess första utgivning till att "fylla luckan i deras samling".
Shadow of the Colossus fick en positiv kommersiell mottagning, med en försäljning på 140 000 exemplar under dess första vecka i den Japanska marknaden och nådde första plats på försäljningslistorna. Nästan 80 % av den ursprungliga japanska skeppningen såldes inom två dagar. Dessa siffror är framgångsrika i kontrast till Ico, som mottogs väl av spelrecensenter men misslyckades med att sälja ett stort antal exemplar. Spelet placerades på Sonys lista över Greatest Hits-spel den 6 augusti 2006. Till skillnad från Ico fick Shadow of the Colossus betydligt mer exponering, delvis på grund av att Sony låg bakom en omfattande reklamkampanj. Spelet annonserades i speltidningar, på TV och på Internet, bland annat med en viral marknadsföringskampanj som inleddes i oktober 2005. Webbplatsen postade länkar till flera webbplatser som hävdar att resterna av fem jättar som liknar vissa kolosser hade upptäckts i olika delar av världen. Webbplatsen har sedan tagits ned. Vissa spekulerar i att Icos försäljningssiffror kunde ha förbättrats ifall en liknande reklamkampanj gjordes före dess utgivning.
Recensionerna för Shadow of the Colossus var främst starkt positiva. På Gamerankings har spelet ett genomsnittsbetyg på 91,43%, baserat på 94 recensioner. I Metacritic har spelet betyget 91 av 100 baserat på 77 recensioner, och i Moby Games har spelet betyget 92 av 100 baserat på 45 recensioner. Dessa recensioner inkluderar den japanska tidningen Famitsu, som gav spelet betyget 37 av 40, den brittiska tidningen Edge, som tilldelade betyget 8 av 10, och Gamereactor, som gav betyget 9 av 10. Gamespot tilldelade betyget 8,7 av 10, och kommenterade att "spelets estetiska presentation saknar motstycke, med alla mått mätt", medan IGN hyllade spelet som "en fantastisk upplevelse" och "ett absolut måste-ha spel", och gav betyget 9,7 av 10. Gamespy beskrev det som "kanske årets mest innovativa och visuellt fängslande spel för Playstation 2". En retrospektiv Edge-artikel beskrev spelet som "en fiktion av obestridlig tematisk rikedom, av spännande emotionell kraft, vars fundamentala konstnärliga kvaliteter är helt sammanslagen med dess interaktivitet." Dave Ciccoricco, docent i litteratur vid University of Otago, berömde spelet för dess användning av långa mellansekvenser och väldiga ridsträckor för att få spelaren att ägna sig åt självreflektion och känna sig fördjupad i spelvärlden. Många recensenter anser spelets soundtrack som en av dess största aspekter. Gamespot kommenterade att musiken framförde, och ofta intensifierade, stämningen i varje given situation, medan det beskrevs som "ett av de finaste spelsoundtracken någonsin" av en recensent från Eurogamer.
Spelet har däremot fått negativ kritik för dess oregelbundna bildhastighet, som vanligtvis är smidig när spelaren korsar spelets landskap men som ofta blir långsammare i snabba situationer, i synnerhet i striderna med kolosserna. Annan negativ kritik som har lyfts fram är om spelets kamera, som beskrevs av Gamespy som "en lika stor motståndare som kolosserna, då den lyckas centrera sig under de värsta och mest olämpliga stunderna". Recensenterna gav blandade omdömen angående Agros artificiella intelligens och kontrollschema, medan Thunderbolt ansåg att realismen i Agros rörelser och beteende "skapar en tv-spelsupplevelse olik alla andra", och Edge kommenterade att kontrollschemat var "klumpigt, grovt och oförutsägbart". Andra recensenter som Game Revolution och Gamespot ansåg att spelet var för kort (med en genomsnittlig speltid på uppskattningsvis 6 till 8 timmar) och med ett litet återspelningsvärde med tanke på pusselelementen till varje koloss-strid.

### Utmärkelser
Shadow of the Colossus har fått flera utmärkelser, bland annat för "Bästa karaktärsdesign", "Bästa speldesign", "Bästa visuella konst" och "Årets spel", samt en av tre "Innovation Awards" i Game Developers Choice Awards 2006. På DICE-Summit 2006 vann spelet utmärkelsen "Enastående bedrift inom scenografi" vid Academy of Interactive Arts & Sciences, medan det fick en av två "Special Rookie Awards" vid Famitsu Awards 2005. Det var nominerad för "Bästa originalmusik", "Bästa artistiska grafik" och "Bästa PS2 spel", men också för "Mest besvärande bildhastighet" i Gamespots utmärkelser för 2005, medan det vann "Bästa äventyrsspel" och "Bästa artistiska design" i IGN:s utmärkelser för Best of 2005, medan de utnämnde Agro till den bästa bifiguren i datorspelshistorien. Två år efter dess utgivning listade IGN spelet som det näst bästa Playstation 2-spelet genom tiderna. Gamesradar placerade spelet på tionde plats i webbplatsens lista över "De 100 bästa spelen någonsin". Spelets slut valdes ut som det fjärde största spelögonblicket av redaktörerna för Gamepro i juli 2006. Läsarna från Playstation Official Magazine röstade på Shadow of the Collosus som det 8:e bästa Playstation-titel som någonsin skapats. Destructoid placerade spelet i första plats på deras lista över de 50 bästa datorspelen från decenniet. IGN namngav Shadow of the Colossus som 2005 års bästa spel, och det näst bästa spelet från decenniet, bakom Half-Life 2. Under 2012 namngav tidskriften Complex Shadow of the Colossus som det näst bästa Playstation 2-spelet genom tiderna, bakom God of War II. År 2015 placerade USgamer spelet på fjärde plats i deras lista över de 15 bästa spelen sedan 2000.

### I andra medier
Spelet spelar en viktig roll i Mike Binders film Vänner för livet från 2007, som ett av Adam Sandlers karaktärs sätt att lindra sin depression – med aspekter av spelet som speglar den tragedi som drabbade Sandlers karaktär; Shadow of the Colossus fallande kolosser speglar de kollapsande tornen från 11 september-attackerna, där hans fru och barn dog, och spelets huvudperson som försöker återuppliva sin avlidna kärlek är två av de huvudteman som har en slående likhet. Sandler sägs ha berättat en detaljerad beskrivning av spelets kontrollschema i en scen med Don Cheadle, som spelar hans gamle vän. Båda skådespelarna sägs ha blivit experter på spelet under filmens inspelning.

## Musik
Spelet har ett omfattande orkester-soundtrack. Men musiken kan bara höras under filmsekvenser och i striderna med kolosserna, medan resten av spelet är tyst förutom de ljud som görs av huvudpersonen, hans häst och av sin omgivning. Spelvärldens öppna natur och brist på levande varelser, ihop med den begränsande musiken, hjälper att skapa en atmosfär av ensamhet, som påminner om atmosfären i Ico.
I Japan släpptes ett soundtrack-album som innehåller spelets musik den 7 december 2005, under titeln Wander och Kolossen Originalsoundtrack: Jordens Vrål (ワンダと巨像　オリジナル サウンドトラック大地の咆哮 Wanda to Kyozō Original Soundtrack: Daichi no Hōkō?). Det finns för närvarande inga planer på att släppa albumet i andra områden. Spelets musik komponerades av Kō Ōtani, som tidigare komponerat musiken till Playstation 2-flygsimulatorn Sky Odyssey och Playstation-skjutspelet Philosoma. Han har också arbetat med flera Gamera-filmer från 1990-talet och animeserier.
Alla låtar är skrivna och komponerade av Kō Ōtani. 
| 1.           | Prologue (To the Ancient Land)                            | 3:27  |
| 2.           | Prohibited Art                                            | 1:54  |
| 3.           | Commandment                                               | 1:54  |
| 4.           | Black Blood                                               | 2:03  |
| 5.           | Resurrection                                              | 1:55  |
| 6.           | Sign of the Colossus                                      | 1:52  |
| 7.           | Grotesque Figures ~Battle with the Colossus~              | 2:06  |
| 8.           | The Opened Way ~Battle with the Colossus~                 | 1:58  |
| 9.           | The End of the Battle                                     | 1:43  |
| 10.          | Idol Collapse                                             | 0:35  |
| 11.          | Green Hills                                               | 0:34  |
| 12.          | A Violent Encounter ~Battle with the Colossus~            | 1:58  |
| 13.          | Revived Power ~Battle with the Colossus~                  | 2:19  |
| 14.          | Lakeside                                                  | 0:27  |
| 15.          | Silence ~Battle with the Colossus~                        | 1:50  |
| 16.          | In Awe of the Power ~Battle with the Colossus~            | 2:12  |
| 17.          | Wander's Death                                            | 0:46  |
| 18.          | The Farthest Land                                         | 3:23  |
| 19.          | Creeping Shadow ~Battle with the Colossus~                | 1:47  |
| 20.          | A Messenger from Behind ~Battle with the Colossus~        | 1:53  |
| 21.          | Counterattack ~Battle with the Colossus~                  | 2:04  |
| 22.          | Sky Burial                                                | 1:45  |
| 23.          | A Closed-off City                                         | 0:31  |
| 24.          | Liberated Guardian ~Battle with the Colossus~             | 2:07  |
| 25.          | A Despair-filled Farewell ~Battle with the Colossus~      | 2:13  |
| 26.          | Prayer                                                    | 1:52  |
| 27.          | Swift Horse                                               | 1:45  |
| 28.          | Gatekeeper of the Castle Ruins ~Battle with the Colossus~ | 2:03  |
| 29.          | Sanctuary                                                 | 0:33  |
| 30.          | Demise of the Ritual ~Battle with the Colossus~           | 2:21  |
| 31.          | A Pursuer                                                 | 0:31  |
| 32.          | Premonition of Revival                                    | 0:51  |
| 33.          | Epilogue (Those Who Remain)                               | 7:09  |
| 34.          | Hope                                                      | 2:10  |
| 35.          | The Sunlit Earth                                          | 1:31  |
| 36.          | Memories                                                  | 1:21  |
| 37.          | Wilderness                                                | 0:28  |
| 38.          | Voice of the Earth                                        | 0:27  |
| 39.          | Marshlands                                                | 0:30  |
| 40.          | Anger                                                     | 1:52  |
| 41.          | Final Battle                                              | 1:54  |
| 42.          | The Farthest Land (Reprise)                               | 3:21  |
| Total längd: | Total längd:                                              | 75:38 |

## Adaptioner
I april 2009 rapporterades att Sony Pictures skulle göra en filmadaption av Shadow of the Colossus. Kevin Misher, producent för The Scorpion King och Tolken, är i förhandling till att producera adaptionen. Det framkom att Fumito Ueda kommer att delta i filmens produktion. Den 23 maj 2012 rapporterades att Chronicle-regissören Josh Trank skulle regissera filmadaptionen. Kevin Misher kommer fortfarande att producera filmen. Seth Lochhead kommer att skriva manuset till filmen. Den 4 september 2014 rapporterade Variety att Mama-regissören Andrés Muschietti kommer att regissera filmen efter att Trank hoppade av på grund av sitt engagemang med en av de kommande Star Wars spinoff-filmerna. Sedan 2015 har ingen rollista eller biopremiär tillkännagivits.
2009 bildades ett deathcore-band med namnet Shadow of the Colossus i Sacramento, Kalifornien. Många av bandets texter och skivomslag är inspirerade av datorspelet.